# Gattermannova reakce
Gattermannova reakce (též Gattermannova formylace nebo Gattermannova syntéza salicylaldehydu) je reakce, při níž jsou aromatické sloučeniny formylovány směsí kyanovodíku (HCN) a chlorovodíku (HCl) za přítomnosti Lewisovy kyseliny, například chloridu hlinitého (AlCl3) jako katalyzátoru; jedná se v podstatě o druh Friedelovy–Craftsovy reakce. Reakce byla pojmenována po německém chemikovi Ludwigu Gattermannovi.
Místo kyanovodíku a chloridu hlinitého lze použít kyanid zinečnatý. Zn(CN)2 je vysoce toxický, stejně jako HCN, ovšem jelikož jde o pevnou látku, tak se s ním dá pracovat bezpečněji než s plynným HCN. Zn(CN)2 reaguje s HCl, čímž se uvolňuje potřebný HCN, a rovněž funguje jako katalyzátor, jelikož jde o Lewisovu kyselinu.
Příkladem využití tohoto postupu je příprava mesitaldehydu z mesitylenu.

## Gattermannova–Kochova reakce
Gattermannova–Kochova reakce je obdobou Gattermannovy reakce, při níž se místo kyanovodíku používá oxid uhelnatý (CO).
Na rozdíl od Gattermannovy reakce ji nelze použít u fenolových a fenoletherových substrátů. Pokud se jako katalyzátor použije chlorid zinečnatý, tak je často nutná současná přítomnost stopového množství chloridu měďného.